# Il navigatore
Il navigatore (The Navigator) è un film muto del 1924 diretto da Buster Keaton e da Donald Crisp.
Nel 2000 l'AFI lo ha inserito all'ottantunesimo posto nella classifica delle migliori cento commedie americane di tutti i tempi.
Nel 2018 è stato scelto per la conservazione nel National Film Registry della Biblioteca del Congresso degli Stati Uniti

## Trama
A causa di un complotto di spionaggio, un uomo e una donna si ritrovano ad essere gli unici due passeggeri a bordo di una nave alla deriva nell'oceano. Tra mille imprevisti cercheranno di sopravvivere alla situazione, alla fame, alle intemperie e all'attacco di un villaggio di cannibali in cui successivamente sono costretti, loro malgrado, a sbarcare.

## Produzione
Prodotto dallo stesso Buster Keaton, con Donald Crisp produttore esecutivo, il film venne girato sul lago Tahoe, in California. La nave, su cui si svolge quasi tutto il film, era la S.S. Buford, una nave passeggeri destinata alla demolizione e comperata per 25.000 dollari.

## Distribuzione
Il film era distribuito negli USA dalla Metro-Goldwyn Pictures Corporation. Uscì nelle sale nell'ottobre 1924. Il film si trova ripubblicato in DVD.

### Data di uscita
date di uscita
- USA The Navigator  13 ottobre 1924
- Austria Der Seefahrer 1925
- Germania Buster Keaton, der Matrose o Der Schiffbruch o Über, auf und unterm Meere 1925
- Francia La Croisière du navigator 13 marzo 1925
- Svezia Skepp ohoj! 16 marzo 1925
- Italia Il navigatore 7 agosto 1925
- Finlandia 	25 ottobre 1925
- Giappone  8 novembre 1925
- Spagna El navegante 24 dicembre 1925	 (Madrid)
- Hong Kong  11 febbraio 1926
- Portogallo O Navegante 29 novembre 1926
- Australia	 4 giugno 1960	 (Adelaide Film Festival)
- Giappone  21 luglio 1973	 (riedizione)
- Spagna El navegante 31 marzo 1982	 (riedizione)